# Orange (Wirginia)
Orange – miasto w Stanach Zjednoczonych, w stanie Wirginia, siedziba administracyjna hrabstwa Orange.